# Hannes Soomer

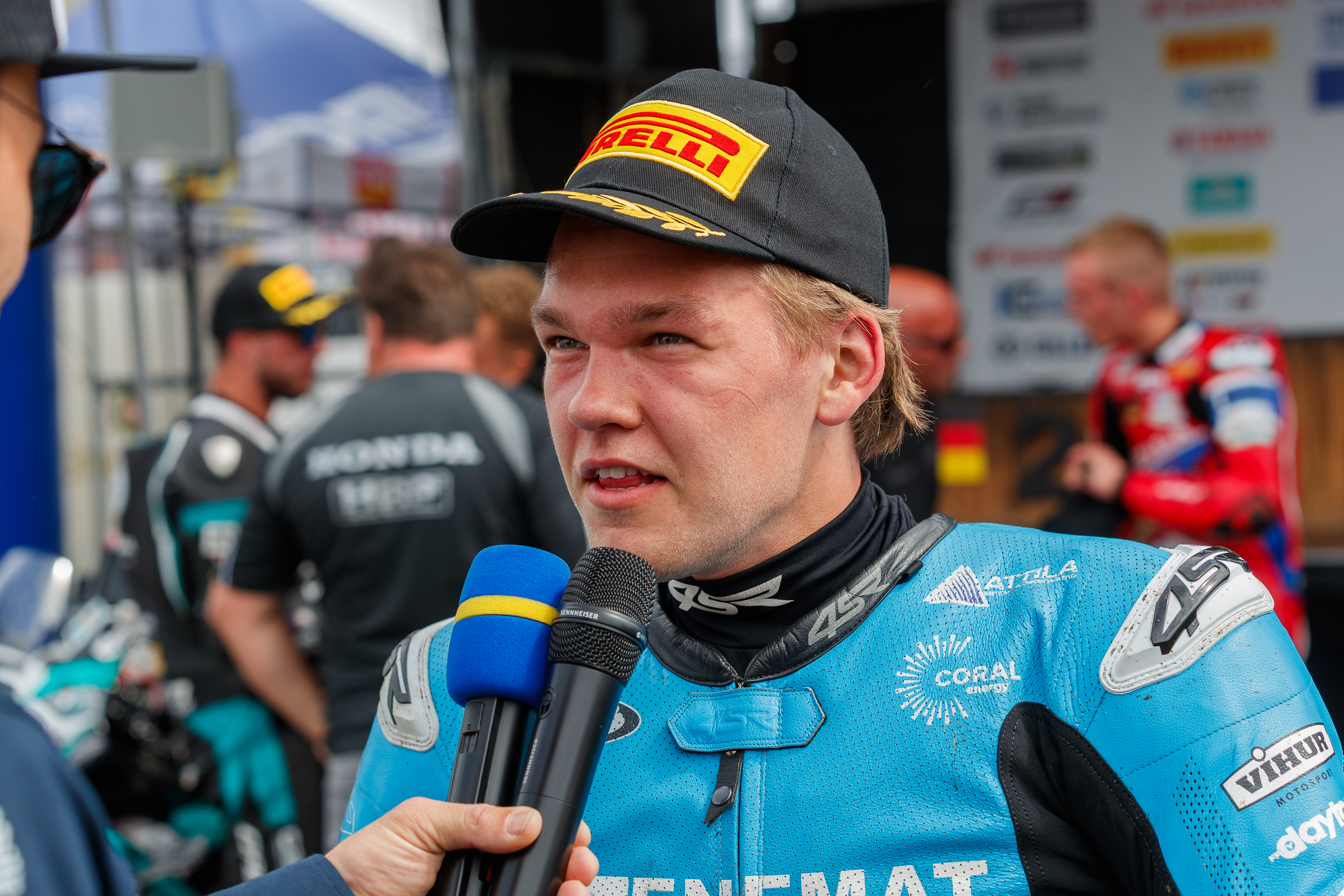
Hannes Soomer op het Schleizer Dreieck in 2023.

Hannes Soomer (Tallinn, 17 februari 1998) is een Estisch motorcoureur.

## Carrière
In 2013 maakte Soomer zijn internationale debuut in de motorsport in de European Junior Cup, dat werd gehouden in het voorprogramma van het wereldkampioenschap superbike. Hij reed hierin, net als alle andere coureurs, op een Honda. Zijn beste resultaat was een achtste plaats op het Autodromo Internazionale Enzo e Dino Ferrari. Met 18 punten eindigde hij op plaats 22 in het klassement. In 2014 bleef hij actief in deze klasse en verbeterden zijn resultaten, met ditmaal een vijfde plaats op het TT Circuit Assen als beste race-uitslag. Met 57 punten steeg hij naar de achtste plaats in de eindstand.
In 2015 reed Soomer een derde seizoen in de European Junior Cup, waarin hij op Assen zijn eerste pole position en podiumplaats behaalde. Hij eindigde met 57 punten als zevende in het kampioenschap. Daarnaast maakte hij dat jaar zijn debuut in een wereldkampioenschap met zijn deelname aan het wereldkampioenschap Supersport tijdens de voorlaatste race op Magny-Cours, waarin hij voor Kallio Racing op een Yamaha reed. Hij eindigde deze race op plaats 21.
In 2016 bleef Soomer actief in de European Junior Cup en behaalde hij zijn eerste zeges op Assen en het Misano World Circuit Marco Simoncelli. Halverwege het seizoen verliet hij de klasse echter en hij eindigde met 71 punten als zesde in het klassement. Vervolgens keerde hij terug naar het WK Supersport, waarin hij op een Yamaha drie races als wildcardcoureur reed. Hij behaalde zijn beste resultaat op Magny-Cours met een twaalfde plaats, waardoor hij vier kampioenschapspunten scoorde.
In 2017 reed Soomer in de FIM Europe Supersport Cup-klasse van het WK Supersport op een Honda voor het team WILSport Racedays. Zodoende reed hij enkel in de Europese races van het WK. Twee negende plaatsen op het Motorland Aragón en Misano waren zijn beste resultaten, waardoor hij de hoogst geklasseerde coureur uit deze klasse werd en zodoende de titel won. In het hoofdkampioenschap eindigde hij als achttiende met 28 punten.
In 2018 reed Soomer in de hoofdklasse van het WK Supersport voor Racedays. Hij behaalde zijn beste resultaat met een zevende plaats in Portimão. Met 36 punten eindigde hij als zestiende in het kampioenschap. In 2019 bleef hij actief voor dit team en behaalde hij opnieuw een zevende plaats als beste race-uitslag, ditmaal in Misano. Hij moest echter de race in Portimão vanwege een blessure, die hij opliep bij een trainingsongeluk op hetzelfde circuit, missen. In deze race werd hij vervangen door Gabriele Ruiu. Met 36 punten verbeterde hij zichzelf naar de veertiende plaats in de eindstand.
In 2020 keerde Soomer binnen het WK Supersport terug naar Kallio Racing, waar hij opnieuw op een Yamaha plaatsnam. Hij eindigde in elf races in de top 10 en behaalde twee podiumplaatsen op Magny-Cours, waarna hij er in Estoril nog een podiumfinish aan toevoegde. Met 115 punten werd hij negende in het klassement. In 2021 bleef hij bij dit team actief en waren twee vierde plaatsen in Aragón en San Juan zijn beste klasseringen. Hij moest echter vanwege een blessure wel twee raceweekenden missen. Met 105 punten werd hij twaalfde in het kampioenschap.
In 2022 stapte Soomer binnen het WK Supersport over naar het team van Dynavolt, waar hij op een Triumph ging rijden. Een vijfde plaats op Assen was dit jaar zijn beste raceklassering. Met 95 punten werd hij dertiende in de eindstand. In 2023 stapte hij over naar het Duits kampioenschap superbike, waarin hij op een Honda reed. Tevens maakte hij dat jaar zijn debuut in het wereldkampioenschap superbike op een Honda van het team MIE Racing als vervanger van de geblesseerde Hafizh Syahrin in het weekend op Most.